# Ljubav je
Ljubav je (dal bosniaco: l'amore è) è un singolo dei cantanti bosniaci Dalal e Deen in collaborazione con la violoncellista croata Ana Rucner e il rapper bosniaco Jala, pubblicato il 19 febbraio 2016 da Tempo Production e Universal Music Denmark.
Il singolo è stato scritto e composto da Almir Ajanović e Jasmin Fazlić Jala.

## Video musicale
Il primo video musicale è stato pubblicato il 19 febbraio 2016 sul canale ufficiale YouTube dell'Eurovision Song Contest ed è ambientato presso il municipio di Sarajevo, durante la cerimonia di presentazione del brano.
Successivamente il 14 aprile dello stesso anno è stato pubblicato il video ufficiale, diretto da Vedad Jašarević, sul canale YouTube di Wave Music TV. Il video è stato girato presso il castello di Ostrožac, nel comune bosniaco di Cazin.

## Testo
Svako bira svoj grijeh

Jedno drugom praštamo... praštamo»
Ognuno sceglie il proprio peccato

Ci perdoniamo l'un l'altro... ci perdoniamo»
(Almir Ajanović e Jasmin Fazlić Jala, Ljubav je)
Il testo, scritto da Almir Ajanović e Jasmin Fazlić Jala, è completamente in bosniaco e parla dei sacrifici e dei bisogni di due innamorati. Per gli autori l'amore "è tutto ciò che abbiamo" e ognuno è "costretto" a scegliere i propri errori e peccati che ci perdoniamo a vicenda.

## Partecipazione all'Eurovision Song Contest
La canzone è stata scelta per rappresentare la Bosnia ed Erzegovina all'Eurovision Song Contest 2016 di Stoccolma.
Dalal, Deen, Ana Rucner e Jala si sono esibiti per diciassettesimi nella prima semifinale del 10 maggio 2016, classificandosi all'11º posto e non qualificandosi per la finale del 14 maggio.

## Tracce
Download digitale
1. Ljubav je – 3:00